# Changzheng 6
Die Changzheng 6 (长征6, „Langer Marsch 6“) ist ein atomgetriebenes strategisches Unterseeboot der Marine der Volksrepublik China (PLAN) und einzige Einheit des Typs 092 (nach chinesischer Schreibweise als Typ 09II, nach NATO-Code als Xia-Klasse bezeichnet). 
Die Changzheng 6 gehört mit den fünf Jagd-U-Booten des Typ 091 (Han-Klasse) zur 1. Generation chinesischer Atom-U-Boote.

## Allgemeines
Die Changzheng 6 wurde am 30. April 1981 als Typboot ihrer Klasse vom Stapel gelassen. Der Typ 092 sollte ursprünglich das Rückgrat der chinesischen strategischen Atomstreitmacht darstellen. Das Design war stark an die sowjetischen U-Boote des Projekt 667A (Yankee-Klasse) angelehnt und verfügt über einen Druckwasserreaktor. Eine Welle treibt die siebenblätterige Schraube an. Verwendet wurde in den Grundzügen ein Druckkörper des Typs 091, der etwas verlängert wurde, um die Startrohre für die Raketen unterzubringen.
Des Weiteren gab es diverse Schwierigkeiten mit dem Tauchkörper. Aus diesem Grund wurde auf den Bau weiterer Boote verzichtet. Stattdessen wurde die Entwicklung des Typ 094 (Jin-Klasse) als Ersatz vorangetrieben.
Die Changzheng 6 hatte bis 2008 nie eine Patrouillenfahrt unternommen und wurde von westlichen Experten als vermutlich nicht einsatzbereit eingestuft.
Nach unbestimmten Berichten wurde ein zweites Boot aufgelegt, das bereits 1985 als Folge eines Unfalls zerstört wurde.
Auch trägt die Changzheng 6 den Spitznamen „Großer schwarzer Elefant“, weil es ebenso langsam wie träge ist.

## Bewaffnung
Die Bewaffnung besteht aus sechs 533-mm-Torpedorohren und zwölf Mittelstreckenraketen. Möglicherweise können Raketen vom Typ CSS-N-3 abgefeuert werden. Jede dieser Raketen hat eine Reichweite von 972 sm (1800 km) und einen Gefechtskopf mit einer Sprengkraft von 350 kT.
1992 wurde das Boot mit neuen Raketen bestückt und von 1995 bis 2001 modernisiert. Erste Probleme waren schon beim ersten Test mit CSS-N-3-Raketen aufgetreten, so dass erst 7 Jahre nach dem Stapellauf ein erfolgreicher Raketentest durchgeführt werden konnte.